# Campionato danese di scacchi
Il Campionato danese di scacchi (da: Danmarksmestre i skak) si gioca dal 1922 in Danimarca per determinare il campione nazionale di scacchi.
Dal 1910 al 1921 la federazione scacchistica danese (Dansk Skak Union) organizzò un proprio campionato, ma fu solo nel 1922 che venne introdotto il titolo di "Campione danese di scacchi".

## Albo dei vincitori
| Anno | Città         | Vincitore/i              | Campionessa femminile                |
| ---- | ------------- | ------------------------ | ------------------------------------ |
| 1922 | Copenaghen    | Egil Jacobsen            |                                      |
| 1923 | Copenaghen    | Erik Andersen            |                                      |
| 1924 | Randers       | Age Kier                 |                                      |
| 1925 | Aarhus        | Erik Andersen            |                                      |
| 1926 | Sønderborg    | Erik Andersen            |                                      |
| 1927 | Vordingborg   | Erik Andersen            |                                      |
| 1928 | Horsens       | Jacob Gemzøe             |                                      |
| 1929 | Copenaghen    | Erik Andersen            |                                      |
| 1930 | Svendborg     | Erik Andersen            |                                      |
| 1931 | Frederikshavn | Erik Andersen            |                                      |
| 1932 | Esbjerg       | Erik Andersen            |                                      |
| 1933 | Nakskov       | Erik Andersen            |                                      |
| 1934 | Vejle         | Erik Andersen            |                                      |
| 1935 | Copenaghen    | Erik Andersen            | I.Helene Thierry                     |
| 1936 | Herning       | Erik Andersen            | II.Ingrid Larsen                     |
| 1937 | Odense        | Poul Hage                | III.Ingrid Larsen                    |
| 1938 | Aalborg       | Poul Hage                | IV.Ingrid Larsen                     |
| 1939 | Næstved       | Holger Norman-Hansen     | V.Ingrid Larsen                      |
| 1940 | Randers       | Jens Enevoldsen          | VI.Lydia Heesche                     |
| 1941 | Copenaghen    | Bjørn Nielsen            | VII.Lydia Heesche                    |
| 1942 | Nørresundby   | Bjørn Nielsen            | VIII.Lydia Heesche                   |
| 1943 | Helsingør     | Jens Enevoldsen          | IX.Ingrid Larsen                     |
| 1944 | Odense        | Bjørn Nielsen            | X.Ingrid Larsen                      |
| 1945 | Odense        | Christian Poulsen        | XI.Ingrid Larsen                     |
| 1946 | Nykøbing      | Bjørn Nielsen            | XII.Ingrid Larsen                    |
| 1947 | Esbjerg       | Jens Enevoldsen          | XIII.Lis Grødde                      |
| 1948 | Aarhus        | Jens Enevoldsen          | XIV.Ingrid Larsen                    |
| 1949 | Copenaghen    | Poul Hage                | XV.Ingrid Larsen                     |
| 1950 | Aalborg       | Poul Hage                | XVI.Gudrun Levald                    |
| 1951 | Odense        | Eigil Pedersen           | XVII.Antonina Enevoldsen             |
| 1952 | Herning       | Christian Poulsen        | XVIII.Merete von Holstein-Rathlou    |
| 1953 | Horsens       | Eigil Pedersen           | XIX.Ingrid Larsen                    |
| 1954 | Aarhus        | Bent Larsen              | XX.Antonina Enevoldsen               |
| 1955 | Aalborg       | Bent Larsen              | XXI.Emma Christensen                 |
| 1956 | Copenaghen    | Bent Larsen              | XXII.Ingrid Larsen                   |
| 1957 | Odense        | Palle Ravn               | XXIII.Ingrid Larsen                  |
| 1958 | Herning       | Børge Andersen           | XXIV.Merete Haahr                    |
| 1959 | Aarhus        | Bent Larsen              | XXV.Merete Haahr                     |
| 1960 | Aalborg       | Jens Enevoldsen          | XXVI.Ingrid Larsen                   |
| 1961 | Nykøbing      | Eigil Pedersen           | XXVII.Inger Johannesen               |
| 1962 | Copenaghen    | Bent Kølvig              | XXVIII.Merete Haahr                  |
| 1963 | Odense        | Bent Larsen              | XXIX.Gudrun Levald                   |
| 1964 | Holstebro     | Bent Larsen              | XXX.Inger Christensen                |
| 1965 | Aalborg       | Sejer Holm               | XXXI.Ingrid Larsen                   |
| 1966 | Aarhus        | Bjørn Brinck-Claussen    | XXXII.Merete Haahr                   |
| 1967 | Vejle         | Børge Andersen           | XXXIII.Merete Haahr                  |
| 1968 | Copenaghen    | Børge Andersen           | XXXIV.Antonina Enevoldsen            |
| 1969 | Odense        | Ole Jakobsen             | XXXV.Ingrid Larsen                   |
| 1970 | Flensburgo    | Bjørn Brinck-Claussen    | XXXVI.Merete Haahr                   |
| 1971 | Hjørring      | Ole Jakobsen             |                                      |
| 1972 | Esbjerg       | Svend Hamann             |                                      |
| 1973 | Copenaghen    | Børge Andersen           |                                      |
| 1974 | Vejle         | Ulrik Rath               | XXXVII.Nina Høiberg                  |
| 1975 | Odense        | Gert Iskov               | XXXVIII.Merete Haahr                 |
| 1976 | Aarhus        | Bo Jacobsen              | XXXIX.Nina Høiberg                   |
| 1977 | Copenaghen    | Bjørn Brinck-Claussen    | XL.Nina Høiberg                      |
| 1978 | Horsens       | Carsten Høi              | XLI.Nina Høiberg                     |
| 1979 | Aalborg       | Jens Kristiansen         |                                      |
| 1980 | Odense        | Ole Jakobsen             |                                      |
| 1981 | Aarhus        | Erling Mortensen         |                                      |
| 1982 | Vejle         | Jens Kristiansen         |                                      |
| 1983 | Copenaghen    | Curt Hansen              | XLII.Ingrid Larsen                   |
| 1984 | Aalborg       | Curt Hansen              | XLIII.Lousie Fredericia              |
| 1985 | Næstved       | Curt Hansen              | XLIV-Lousie Fredericia               |
| 1986 | Esbjerg       | Carsten Høi              | XLV.Nina Høiberg                     |
| 1987 | Holstebro     | Erling Mortensen         | XLVI.Maj Theander                    |
| 1988 | Odense        | Lars Schandorff          | XLVII.Christine Jensen               |
| 1989 | Aalborg       | Erling Mortensen         | XLVIII.Malene Lastein                |
| 1990 | Randers       | Erik Pedersen            | XLIX.Gitte Blicher Møller Jønshøj    |
| 1991 | Lyngby        | Erling Mortensen         | L.Nina Høiberg                       |
| 1992 | Aarhus        | Carsten Høi              | LI.Nina Høiberg                      |
| 1993 | Tønder        | Lars Bo Hansen           | LII.Nina Høiberg                     |
| 1994 | Aalborg       | Curt Hansen              | LIII.Tanya Stewart                   |
| 1995 | Ringsted      | Jens Kristiansen         |                                      |
| 1996 | Randers       | Peter Heine Nielsen      |                                      |
| 1997 | Esbjerg       | Lars Bo Hansen           |                                      |
| 1998 | Taastrup      | Curt Hansen              |                                      |
| 1999 | Aarhus        | Peter Heine Nielsen      |                                      |
| 2000 | Aalborg       | Curt Hansen              |                                      |
| 2001 | Nyborg        | Peter Heine Nielsen      |                                      |
| 2002 | Greve         | Sune Berg Hansen         |                                      |
| 2003 | Horsens       | Peter Heine Nielsen      |                                      |
| 2004 | Køge          | Steffen Pedersen         |                                      |
| 2005 | Køge          | Sune Berg Hansen         |                                      |
| 2006 | Aalborg       | Sune Berg Hansen         |                                      |
| 2007 | Aalborg       | Sune Berg Hansen         |                                      |
| 2008 | Silkeborg     | Peter Heine Nielsen      |                                      |
| 2009 | Silkeborg     | Sune Berg Hansen         |                                      |
| 2010 | Hillerød      | Allan Stig Rasmussen     |                                      |
| 2011 | Odense        | Allan Stig Rasmussen     |                                      |
| 2012 | Helsingør     | Sune Berg Hansen         |                                      |
| 2013 | Helsingør     | Davor Palo               |                                      |
| 2014 | Skørping      | Allan Stig Rasmussen     |                                      |
| 2015 | Svendborg     | Sune Berg Hansen         | LIV.Sandra de Blecourt Dalsberg      |
| 2016 | Svendborg     | Mads Andersen            | LV.Ellen Fredericia Nilssen          |
| 2017 | Skørping      | Mads Andersen            |                                      |
| 2018 | Svendborg     | Bjørn Møller Ochsner     |                                      |
| 2019 | Svendborg     | Allan Stig Rasmussen     | LVI.Esmat Susanne Guindy             |
| 2020 | Svendborg     | Mads Andersen            | LVII.Elen Kakulidis                  |
| 2021 | Svendborg     | Allan Stig Rasmussen     | LVIII.Elena Gerassimovich Steffensen |
| 2022 | Svendborg     | Martin Haubro            | LIX.Louise Fredericia                |
| 2023 | Svendborg     | Boris Chatalbashev       | LX.Ellen Fredericia Nilssen          |
| 2024 | Svendborg     | Boris Chatalbashev       |                                      |
| 2025 | Svendborg     | Jesper Sondergaard Thybo |                                      |

## Campionis di scacchi per corrispondenza
| #   | Anni      | Champion                           | ° | #   | Anni      | Champion                          |
| --- | --------- | ---------------------------------- | - | --- | --------- | --------------------------------- |
| 30. | 1955-1957 | Axel Nielsen                       |   | 66. | 1991-1993 | Henrik Holmsgaard                 |
| 31. | 1956-1958 | Krapup Dinsen                      |   | 67. | 1992-1994 | Niels Jørgen Fries Nielsen        |
| 32. | 1957-1959 | Axel Nielsen                       |   | 68. | 1993-1995 | Jens Ove Fries Nielsen            |
| 33. | 1958-1960 | Axel Nielsen                       |   | 69. | 1994-1996 | Arne Bjørn Jørgensen              |
| 34. | 1959-1961 | Axel Nielsen                       |   | 70. | 1995-1997 | Arne Bjørn Jørgensen              |
| 35. | 1960-1962 | J. Christensen                     |   | 71. | 1996-1998 | Hans Tanggaard                    |
| 36. | 1961-1963 | Axel Nielsen                       |   | 72. | 1997-1999 | Bjørn Laursen                     |
| 37. | 1962-1964 | Axel Nielsen                       |   | 73. | 1998-2000 | Finn Kristensen                   |
| 38. | 1963-1965 | Axel Nielsen                       |   | 74. | 1999-2001 | Eskild Jørgensen                  |
| 39. | 1964-1966 | Axel Nielsen                       |   | 75. | 2000-2002 | Svend Erik Kramer                 |
| 40. | 1965-1967 | Gunnar Nielsen                     |   | 76. | 2001-2003 | Svend Erik Kramer                 |
| 41. | 1966-1968 | Gunnar Nielsen                     |   | 77. | 2002-2004 | Kaj Vermehren                     |
| 42. | 1967-1969 | P. Larsen                          |   | 78. | 2003-2005 | Torner Teimer                     |
| 43. | 1968-1970 | Axel Nielsen                       |   | 79. | 2004-2006 | Torner Teimer                     |
| 44. | 1969-1971 | Axel Nielsen                       |   | 80. | 2005-2007 | Tonny Christiansen                |
| 45. | 1970-1972 | Gunnar Nielsen                     |   | 81. | 2006-2008 | Søren Rud Ottesen                 |
| 46. | 1971-1973 | Jens Otto Pedersen                 |   | 82. | 2007-2009 | Søren Rud Ottesen                 |
| 47. | 1972-1974 | Johannes Brix Hansen               |   | 83. | 2008-2010 | Søren Rud Ottesen                 |
| 48. | 1973-1975 | Axel Nielsen                       |   | 84. | 2009-2011 | Claus Jensen                      |
| 49. | 1974-1976 | Arne Sørensen                      |   | 85. | 2010-2012 | Ejvind Jensen                     |
| 50. | 1975-1977 | Jens Christian Lund Carsten Hansen |   | 86. | 2011-2012 | Svend Nørrelykke                  |
| 51. | 1976-1978 | Sigfried From                      |   | 87. | 2012-2014 | Søren Rud Ottesen                 |
| 52. | 1977-1979 | Niels Granberg                     |   | 88. | 2013-2014 | Søren Rud Ottesen                 |
| 53. | 1978-1980 | Lars Hyldkrog                      |   | 89. | 2014-2016 | Svend Nørrelyke                   |
| 54. | 1979-1981 | Allan Poulsen                      |   | 90. | 2015-2016 | Brian Jørgen Jørgensen            |
| 55. | 1980-1982 | Erik Frederiksen                   |   | 91. | 2016-2017 | Maxim Konstantinov                |
| 56. | 1981-1983 | Niels Granberg                     |   | 92. | 2018-2019 | Lars Hyldkrog                     |
| 57. | 1982-1984 | Aage Ingerslev                     |   | 93. | 2019-2020 | Morten Møller Hansen Tommy Jensen |
| 58. | 1983-1985 | Henning Nielsen                    |   | 94. | 2020      | Maxim Konstantinov                |
| 59. | 1984-1986 | Allan Poulsen                      |   | 95. | 2021      | Maxim Konstantinov                |
| 60. | 1985-1987 | Bent Christensen                   |   | 96. | 2022      | Michael Sørensen                  |
| 61. | 1986-1988 | Vagn Jensen                        |   | 97. | 2023      | Ali Araghi                        |
| 62. | 1987-1989 | Vagn Jensen                        |   | 98. | 2024      | Frank Vang - Ali Araghi           |
| 63. | 1988-1990 | Viggo Bové Quist                   |   |     |           |                                   |
| 64. | 1989-1991 | Niels Jørgen Fries Nielsen         |   |     |           |                                   |
| 65. | 1990-1992 | Sven Jardorf                       |   |     |           |                                   |